# Grijze slanke amaniet
De grijze slanke amaniet (Amanita vaginata) is een schimmel behorend tot de familie Amanitaceae. Hij komt voor in loofbossen op rijke klei, humusarme en kalkhoudende grond gevonden onder populieren, maar soms ook onder andere loofbomen.

## Kenmerken

### Uiterlijke kenmerken
Hoed
De hoed is eivormig, dan vlak met een verhoogd centrum. De diameter is 5 tot 9 cm. De kleur is grijs tot grijsbruin. Het bevat bevat zelden velumresten. Aanvankelijk lijkt de hoed ovaal, maar wordt tijdens het rijpen steeds conischer, convex en uiteindelijk afgeplat, soms met een kleine bult. De dunne rand van de hoed wordt zwaar gekerfd door de lamellen eronder. Het oppervlak is grijs tot grijsbruin van kleur, glanzend als het nat is en licht vettig.
Lamellen
De lamellen zijn wit en staan dicht bij elkaar. Soms hebben ze een grijzige tint.
Steel
De steel is 8 tot 15 cm lang (zelden tot 20 cm lang) en 15 tot 22 mm dik. Het is hol en is wit tot iets grijzig van kleur en bevat geen ring. De steel kan kaal zijn, maar is soms ook bezet met witte tot grijze vlokken. De steel heeft een grote zakvormige, vliezige beurs om de versmalde steelbasis. De beurs om de smalle voet is bijna altijd wit en zelden grijs gekleurd. Het vlees is wit, dun en vertoont geen verkleuring wanneer het wordt geplet of beschadigd.
Geur
De geur is zwak.

### Microscopische kenmerken
In de overgrote meerderheid van de gevallen zijn de sporen ongeveer bolvormig, 8 tot 13 micrometer in diameter, dunwandig en inamyloïde. De pileipellis (cuticula) bestaat uit vezelige met elkaar verweven hyfen, 2 tot 7 µm in diameter. De basidiosporen zijn 36 tot 52 × 4 tot 13 µm, 4-sporig. De volva bestaat grotendeels uit vezelige hyfen met een diameter van 2 tot 8 µm, opgezwollen cellen, breed elliptisch, elliptisch, spoelvormig tot clavaat, 40 tot 85 bij 10 tot 35 µm. Het steelweefsel bestaat uit vezelige hyfen met een diameter van 2 tot 6 µm; de opgezwollen cellen zijn eindstandig, knotsvormig, longitudinaal georiënteerd, met afmetingen tot 289 × 31 µm.

## Verspreiding
De grijze slanke amaniet is wijd verspreid in Noord-Amerika en Europa. Hij wordt ook gevonden op de Azoren en in Australië, Iran en Schotland.
De grijze slanke amaniet komt in Nederland algemeen voor. Hij staat op de rode lijst in de categorie 'kwetsbaar'.

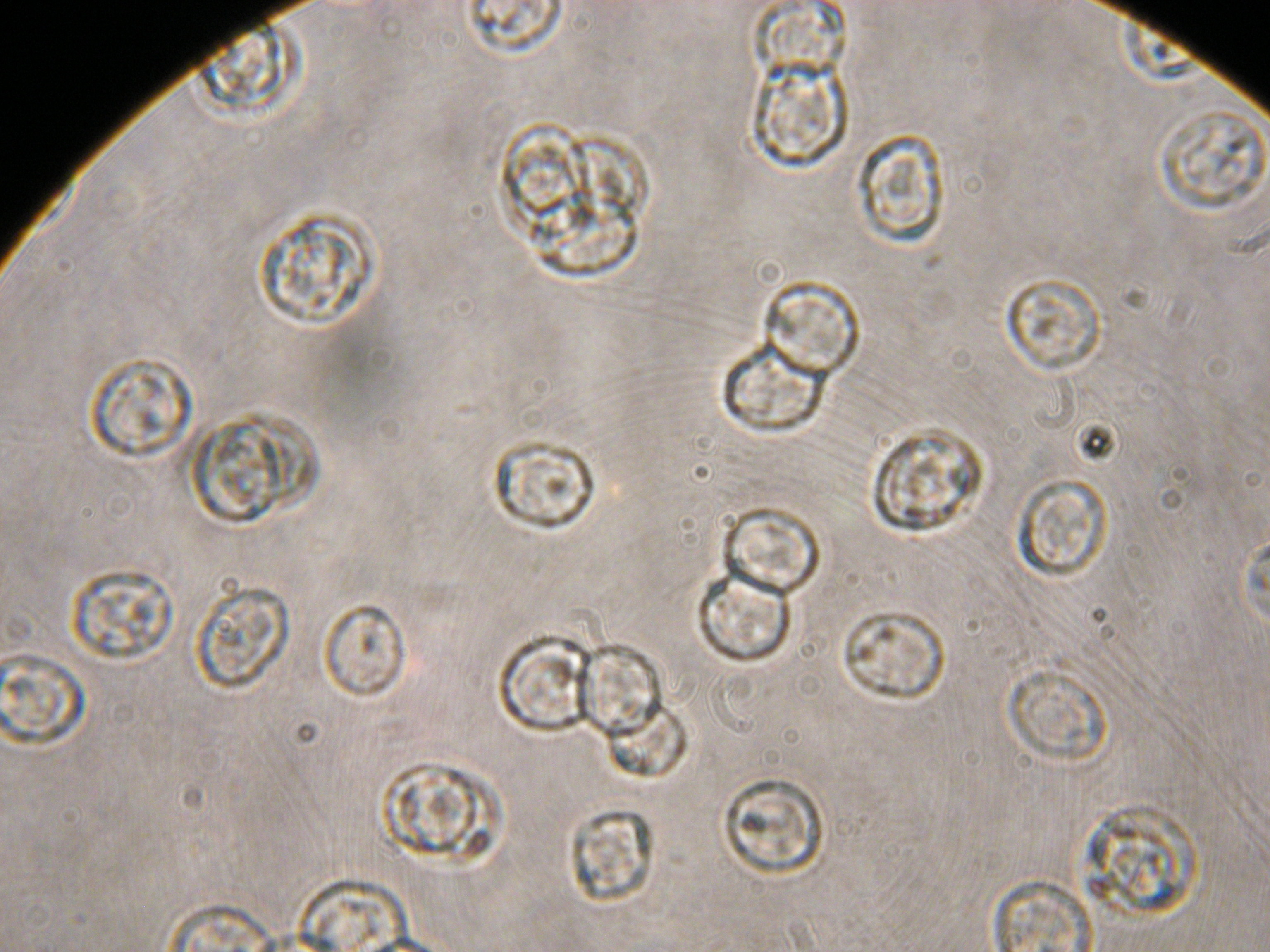
Sporen